# 김건수
김건수(金建秀, 1965년 9월 13일~)는 대한민국의 유도 선수, 지도자이다. 현역 시절 1992년 하계 올림픽 남자 헤비급 경기에 출전했다.
형인 김익수도 유도 국가대표 선수로 활동했다.